# Tour de Kyushu
Il Tour de Kyushu (ツール・ド・九州) è una corsa a tappe di ciclismo su strada che si svolge nel Kyushu, in Giappone, a ottobre. Dal 2023, anno della sua fondazione, è inserita nel calendario dell'UCI Asia Tour, come prova di classe 2.1.

## Albo d'oro
Aggiornato all'edizione 2024.
| Anno | Vincitore         | Secondo        | Terzo         |
| ---- | ----------------- | -------------- | ------------- |
| 2023 | Andrej Zejc       | Antonio Nibali | William Eaves |
| 2024 | Emilien Jeannière | Lukas Nerurkar | Ivan Smirnov  |